# Вярьгось
Вярьгось — река в России, протекает по Тихвинскому району Ленинградской области. Исток — в болоте юго-восточнее деревни Коськово. Течёт на север, впадает в Шижню по левому берегу, в 20 км от её устья. Протекает мимо деревни Саньково. Длина реки составляет 12 км.

## Данные водного реестра
По данным государственного водного реестра России относится к Балтийскому бассейновому округу, водохозяйственный участок реки — Свирь, речной подбассейн реки — Свирь (включая реки бассейна Онежского озера). Относится к речному бассейну реки Нева (включая бассейны рек Онежского и Ладожского озера).
Код объекта в государственном водном реестре — 01040100812102000013727.